# Turraea pervillei
Turraea pervillei là một loài thực vật có hoa trong họ Meliaceae. Loài này được Baill. miêu tả khoa học đầu tiên năm 1873.